# 피터 네로

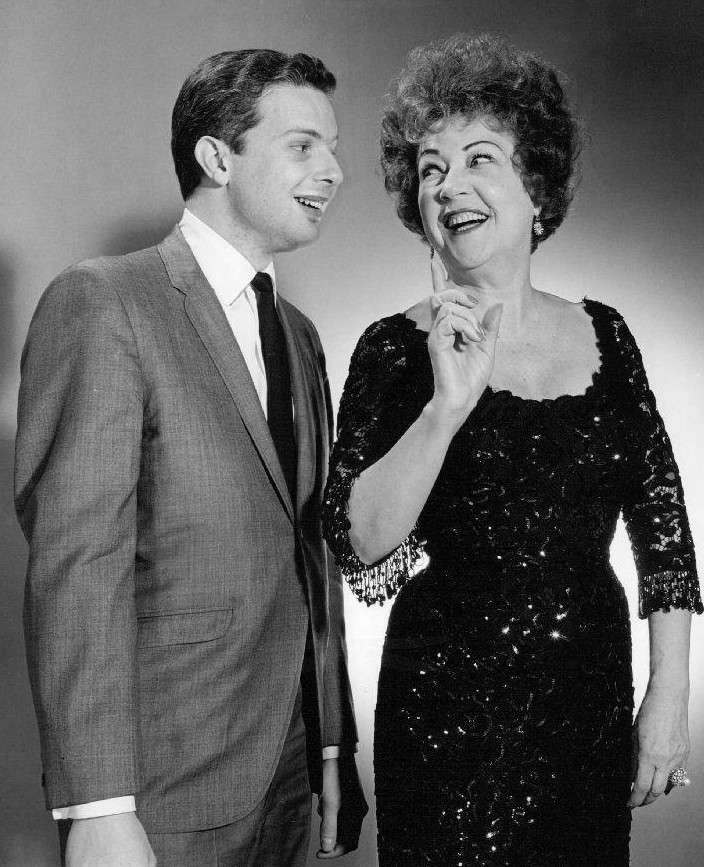
피터 네로(왼쪽)

피터 네로(Peter Nero, 1934년 5월 22일~2023년 7월 6일)는 미국의 피아니스트이자 팝 지휘자이다. 재즈계에서 장래가 촉망된 인기 파퓰러 피아노 주자이다. 뉴욕의 브루클린 태생. 줄리아드 음악원에서 배웠으며 1958년부터 각지의 일류 클럽에서 자신의 트리오를 이끌고 활약하였다. 1961년에 음반 <피아노 포르테>로 그래미상을 획득, 대스타가 되었다. 모던 재즈와 클래식 음악의 수법을 교묘하게 사용하는 개성적이면서도 신선한 연주를 들려주었을 뿐만 아니라 영화음악도 작곡하였다.